# Filipiny na Letnich Igrzyskach Olimpijskich 2000
Filipiny na Letnich Igrzyskach Olimpijskich 2000 reprezentowało 20 zawodników, 11 mężczyzn i 9 kobiet.

## Skład kadry

### Boks
Mężczyźni
- Danilo Lerio - waga papierowa (odpadł w 2 rundzie)
- Arlan Lerio - waga musza (odpadł w 2 rundzie)
- Larry Semillano - waga lekka (odpadł w 1 rundzie)
- Romeo Brin - waga lekkopółśrednia (odpadł w 1 rundzie)

### Jeździectwo
Mężczyźni
- Toni Leviste - skoki indywidualnie

### Lekkoatletyka
Mężczyźni
- Eduardo Buenavista - 3000 m z przeszkodami (odpadł w 1 rundzie eliminacji)

Kobiety
- Lerma Elmira Bulauitan - 100 m (odpadła w 1 rundzie eliminacji)

### Łucznictwo
Kobiety
- Jennifer Chan - turniej indywidualny (odpadła w 1/32 finału)

### Pływanie
Mężczyźni
- Miguel Mendoza - 400 m stylem dowolnym (odpadł w eliminacjach)
- Juan Carlos Piccio - 400 m stylem dowolnym (odpadł w eliminacjach), 1500 m stylem zmiennym (odpadł w eliminacjach)

Kobiety
- Jenny Rose Guerrero - 100 m stylem klasycznym (odpadła w eliminacjach), 200 m stylem klasycznym (odpadła w eliminacjach)
- Danila Marie-Lizza - 100 m stylem grzbietowym (odpadła w eliminacjach)

### Skoki do wody
Mężczyźni
- Zardo Domenios - trampolina 3m (44. miejsce)

Kobiety
- Sheila Mae Perez - trampolina 3m (32. miejsce)

### Strzelectwo
Kobiety
- Jasmin Luis - karabin pneumatyczny 10 m

### Taekwondo
Mężczyźni
- Roberto Cruz
- Donald Geisler

Kobiety
- Eva Marie Ditan
- Jennifer Strachan

### Wioślarstwo
Mężczyźni
- Benjamin Tolentino - jedynka